# NJPW Resurgence (2023)
Resurgence 2023 fue un evento de lucha libre profesional producido por la empresa New Japan Pro-Wrestling (NJPW), que tuvo lugar el 21 de mayo de 2023 desde el Walter Pyramid en Long Beach, California.

## Producción
El 9 de marzo de 2023, se anunció una segunda edición del evento Resurgence realizada el año 2021, siendo trasladado para el mes de mayo en el Walter Pyramid de la ciudad de Long Beach, California.

## Resultados
En paréntesis se indica el tiempo de cada combate:
- Kickoff: The DKC derrotó a Bateman (8:23).
  - The DKC cubrió a Bateman después de un «D-K-Crucifix».
- Kickoff: Alex Coughlin derrotó a Christopher Daniels (9:26).
  - Coughlin cubrió a Daniels después de un «Jackhammer».
- Bárbaro Cavernario y Virus derrotaron a TMDK (Zack Sabre Jr. & Bad Dude Tito) (14:05).
  - Cavernario forzó a Tito a rendirse con un «Cavernaria».
- Mercedes Moné derrotó a Stephanie Vaquer y avanzó a la final del torneo por el inaugural Campeonato Femenino STRONG (11:55).
  - Moné cubrió a Vaquer después de un «Moné Maker».
- Willow Nightingale derrotó a Momo Kohgo y avanzó a la final del torneo por el inaugural Campeonato Femenino STRONG (9:37).
  - Nightingale cubrió a Kohgo después de un «Babe With The Powerbomb».
- Juice Robinson derrotó a Fred Rosser en un Street Fight (23:10).
  - Robinson cubrió a Rosser después de un «Juice Is Loose».
  - Durante la lucha, Toni Storm interfirió a favor de Robinson.
- KENTA derrotó a Hikuleo por cuenta fuera y ganó el Campeonato de Peso Abierto STRONG (11:57).
  - KENTA ganó la lucha después de que Hikuleo no pudiera responder al conteo del árbitro.
- Blackpool Combat Club (Jon Moxley & Wheeler Yuta) y Shota Umino derrotaron a Chaos (Rocky Romero, Tomohiro Ishii & Kazuchika Okada) (19:37).
  - Umino cubrió a Romero después de un «Death Rider».
- Will Ospreay derrotó a Hiroshi Tanahashi y avanzó a la final del torneo para determinar al contendiente por el Campeonato Peso Pesado de los Estados Unidos de la IWGP (16:44).
  - Ospreay cubrió a Tanahashi después de un «Stormbreaker».
- Willow Nightingale derrotó a Mercedes Moné y ganó el inaugural Campeonato Femenino STRONG (13:34).
  - Nightingale cubrió a Moné después de un «Babe With The Powerbomb».
  - Durante la lucha, Moné sufrió una lesión.